# Nowy Kair
Nowy Kair (arab. ‏القاهرة الجديدة‎, Al-Qāhira al-Ǧadīda) – miasto satelickie w Egipcie, w muhafazie Kair. W 2023 roku liczyło ok. 318 tys. mieszkańców. 
Nowy Kair nie jest administracyjnie miastem podlegającym ustawie o administracji lokalnej, a raczej grupą trzech części (arab. ‏قِسْم, qism‎) dołączonych do wschodniego obszaru Kairu: Nowy Kair 1, Nowy Kair 2 i Nowy Kair 3. 